# Pont Jacques-Gabriel
Le pont Jacques-Gabriel est un pont sur la Loire situé à Blois, dans le Loir-et-Cher, dans le centre de la France. Ce pont a été construit au début du XVIIIe siècle selon les plans de Jacques Gabriel, l’architecte du roi Louis XIV. Par ailleurs, il s’agit du dernier pont à dos-d’âne existant sur la Loire,.

## Situation
Le pont franchit la Loire à Blois, dans le Loir-et-Cher. Il relie les deux rives du fleuve, entre le centre-ville sur la rive droite, et le quartier Vienne sur la rive gauche. L'ancienne route nationale 156 (aujourd'hui déclassée), reliant Blois à Châteauroux, empruntait ce pont.

## Histoire

### La construction d’un nouveau pont
Depuis le XIe siècle, un pont de pierre constituait déjà un trait d’union entre la rive droite et Blois-Vienne. Entre le 6 et le 7 février 1716, cet ancien pont médiéval s’écroule.
Dès août 1716, un nouveau pont est envisagé en remplacement du précédent. Le projet est confié à l’architecte Jacques V Gabriel par le duc Philippe d’Orléans. Dès la fin 1716, un bataillon de 600 hommes du régiment de Piémont est appelé sur le chantier pour en assurer la construction. Le 26 avril 1717, la première culée est mise en place. En 1722, la construction du pont se poursuit avec l’achèvement des trois arches du milieu. Le 4 mai 1724, après sept ans de travaux, le pont est enfin livré à la circulation, et devient le premier grand ouvrage inauguré sous Louis XV. Pour couronner le tout, un obélisque de 14,60 m de hauteur est construit sur le pont. Le budget final de la construction, à hauteur de 1 800 000 l a été intégralement assumé par le gouvernement du duc et régent Philippe d'Orléans.
Entre 1724 et 1730, les quais entourant le pont sont finalisés. En 1786, une plaque de marbre est posée sur la base de l’obélisque (aussi appelé flèche ou pyramide). Portant un texte en latin, elle retrace l’histoire des travaux, :
« Ponte, turgescentis aquæ impetu et coacervatæ glaciei molibus, diruto mense februario anni 1716, novum hunc ampliorem commodiorem que fieri jussit Ludovicus XV. Absolutum est anno 1724. Inscriptio lapidi incisa est 1786, regnante Ludovico XVI, principe beneficentissimo. »

### Le pont sous la Révolution
Le 1er septembre 1793, l’entrepreneur Mormion est payé par les autorités révolutionnaires pour détruire les références et symboles monarchiques sculptés à la base de l’obélisque. Le 14 décembre 1793, les représentants du peuple Guimberteau et Levasseur font sauter la première arche du pont, côté ville, pour empêcher l’invasion de l’armée vendéenne,. Quelques années après, entre 1803 et 1804, l’arche rompue est reconstruite. De plus, en 1804, le sculpteur blésois Jean-Claude Ticlet grave une nouvelle inscription sur la plaque de marbre à la demande du baron de Corbigny, préfet de Loir-et-Cher, :
« Ce pont commencé en 1717, achevé en 1724, fut le premier ouvrage public du règne de Louis XV. Des ordres imprudents firent commencer sa démolition en novembre 1793. Il a été rétabli par les soins de M. de Corbigny, préfet de Loir-et-Cher, l’an 1804, le premier du règne de Napoléon. »
En 1805, le conseil général veut encore modifier le pont ; il vote l’édification d’une statue de Napoléon Ier mais elle n’est finalement jamais réalisée. En 1814, le pont est encore modifié. La croix et la girouette sont rétablies et on gratte sur la plaque la référence à l’Empereur.

### Destructions et reconstructions
Le pont est détruit pendant les conflits des XIXe et XXe siècles.
Le 10 décembre 1870, à 6 h 30, le général Peytavin fait sauter la 7e arche dans l'espoir de retarder l’invasion prussienne,.
Entre 1910 et 1933, le pont est aménagé de rails afin de permettre le passage des lignes ①, ③ et ④ du tramway de Blois.
Le pont est inscrit au titre des monuments historiques par arrêté du 22 avril 1937,.
Pendant la Seconde Guerre mondiale, le 18 juin 1940, la 2e arche est rompue par les Français pour ralentir l’invasion des armées allemandes. Après le débarquement de Normandie, un deuxième bombardement, cette fois américain, frappe le pont Jacques-Gabriel le 27 juin 1944, et de nombreuses bombes et petits obus tombent dans la Loire,. Les dégâts s’accentuent à la Libération, le 16 août 1944, avec la destruction des trois arches centrales minées par les Allemands notamment les Jeunesses hitlériennes au moment de leur retraite. Les Allemands au sud tirent sur les murets et pilastres de l’évêché. La statue de Jeanne d’Arc, aux jardins de l'Évêché, est touchée. Les Forces françaises de l’intérieur leur répondent.

Le 16 août 1944, c’est la libération de la ville de Blois et, le 1er septembre 1944, l’occupant quitte définitivement la ville. Dix mois de travaux sont nécessaires à la reconstruction du pont. Le 2 septembre 1945, une passerelle en bois est livrée à la circulation en attendant la fin des travaux. Il faut finalement attendre trois ans, c’est-à-dire en 1948, pour que les dommages causés au pont pendant la guerre soient réparés. Le 12 décembre 1948, le ministre des Travaux publics et des transports, Christian Pineau, livre ainsi de nouveau le pont à la circulation.

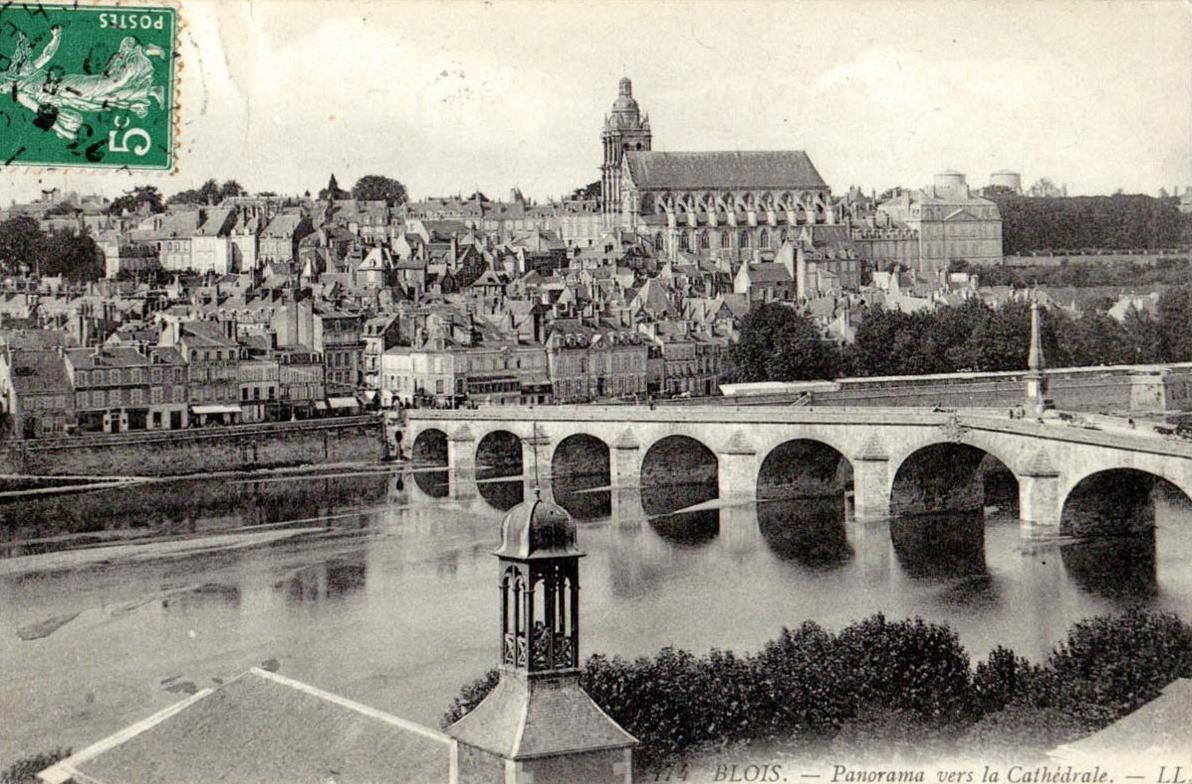
Le pont et la cathédrale, en 1908.
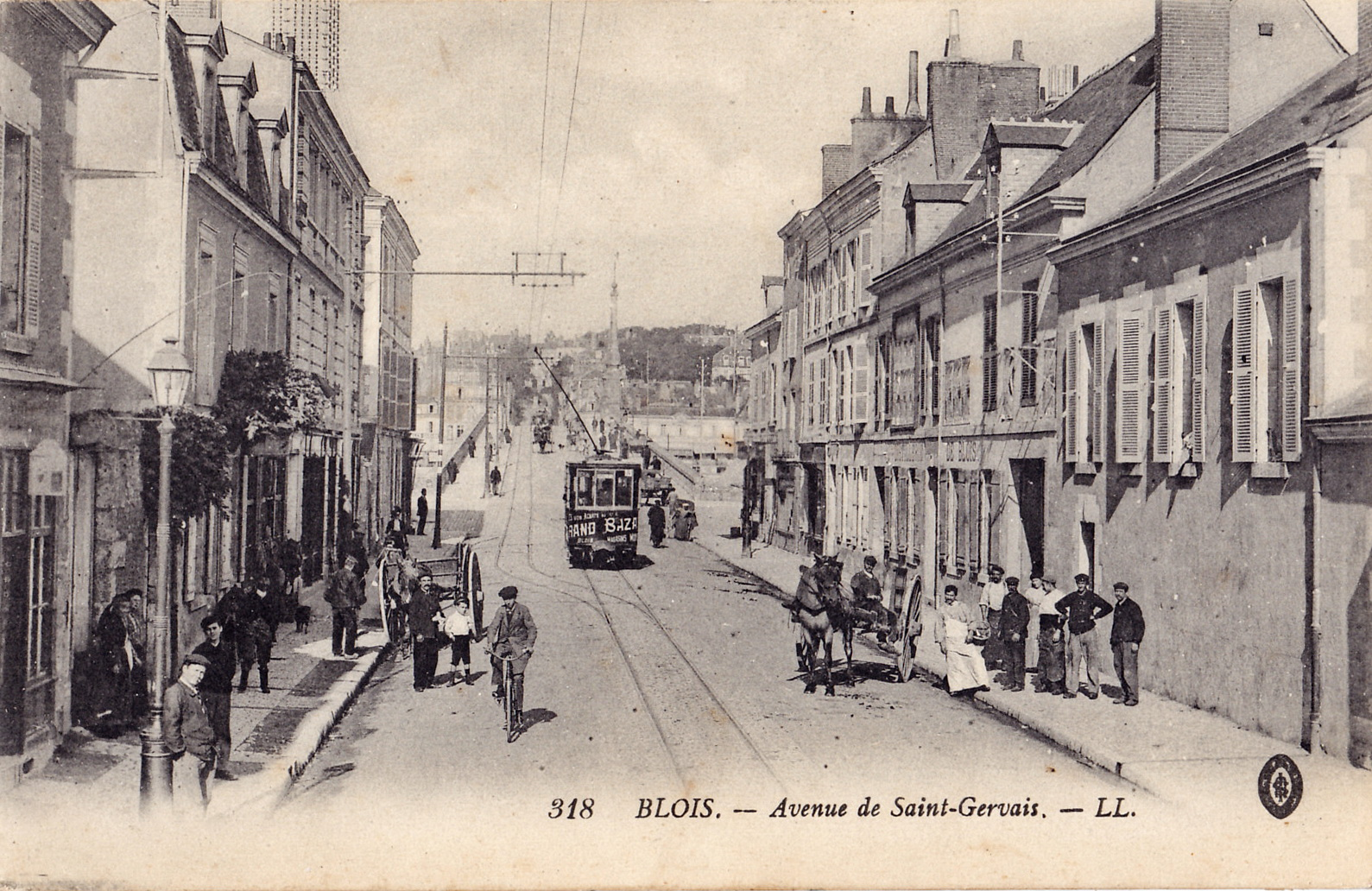
Le tramway avant de traverser le pont depuis Vienne, vers 1910.
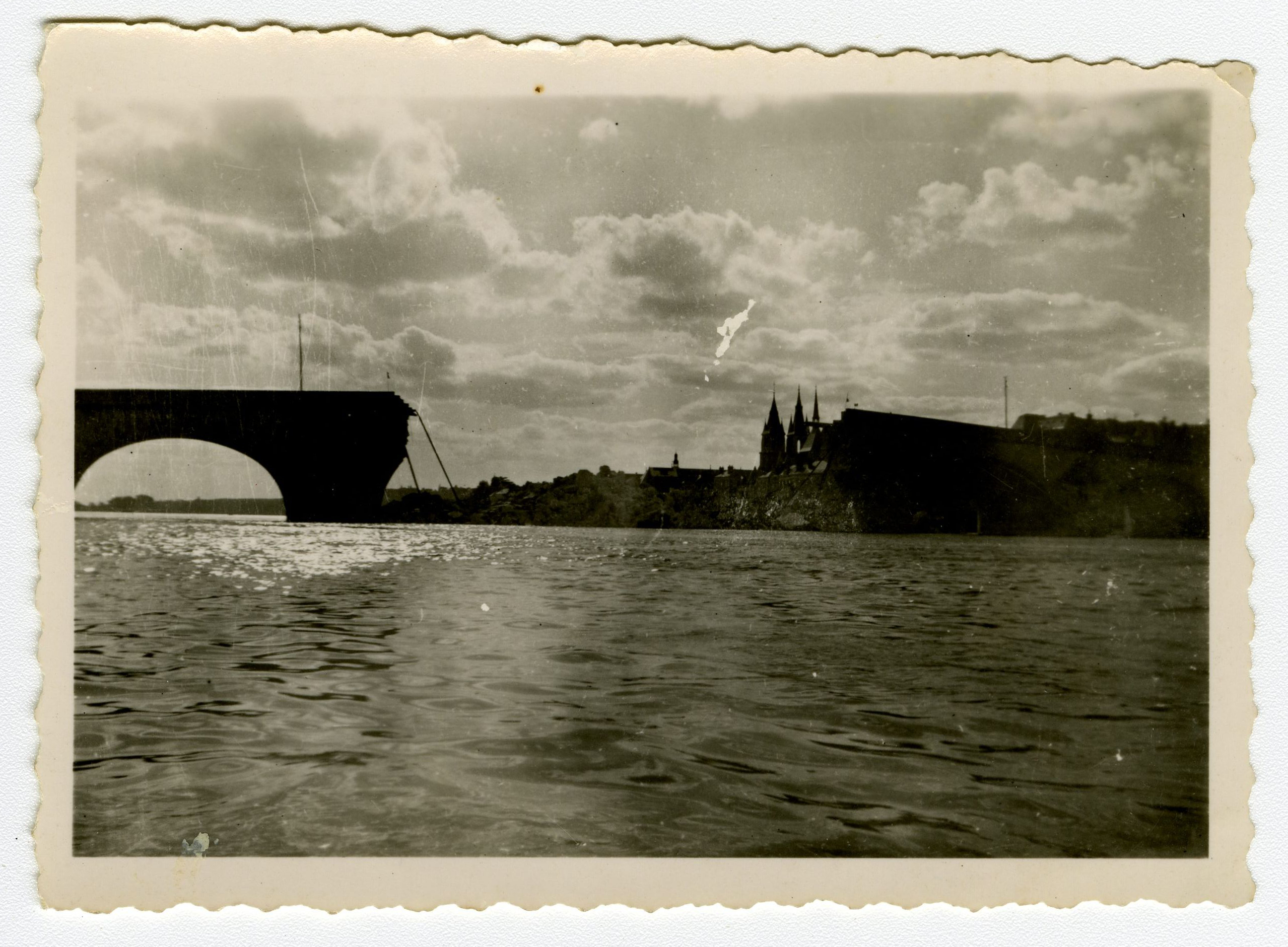
Le pont après sa destruction partielle, en 1944.

### De nos jours

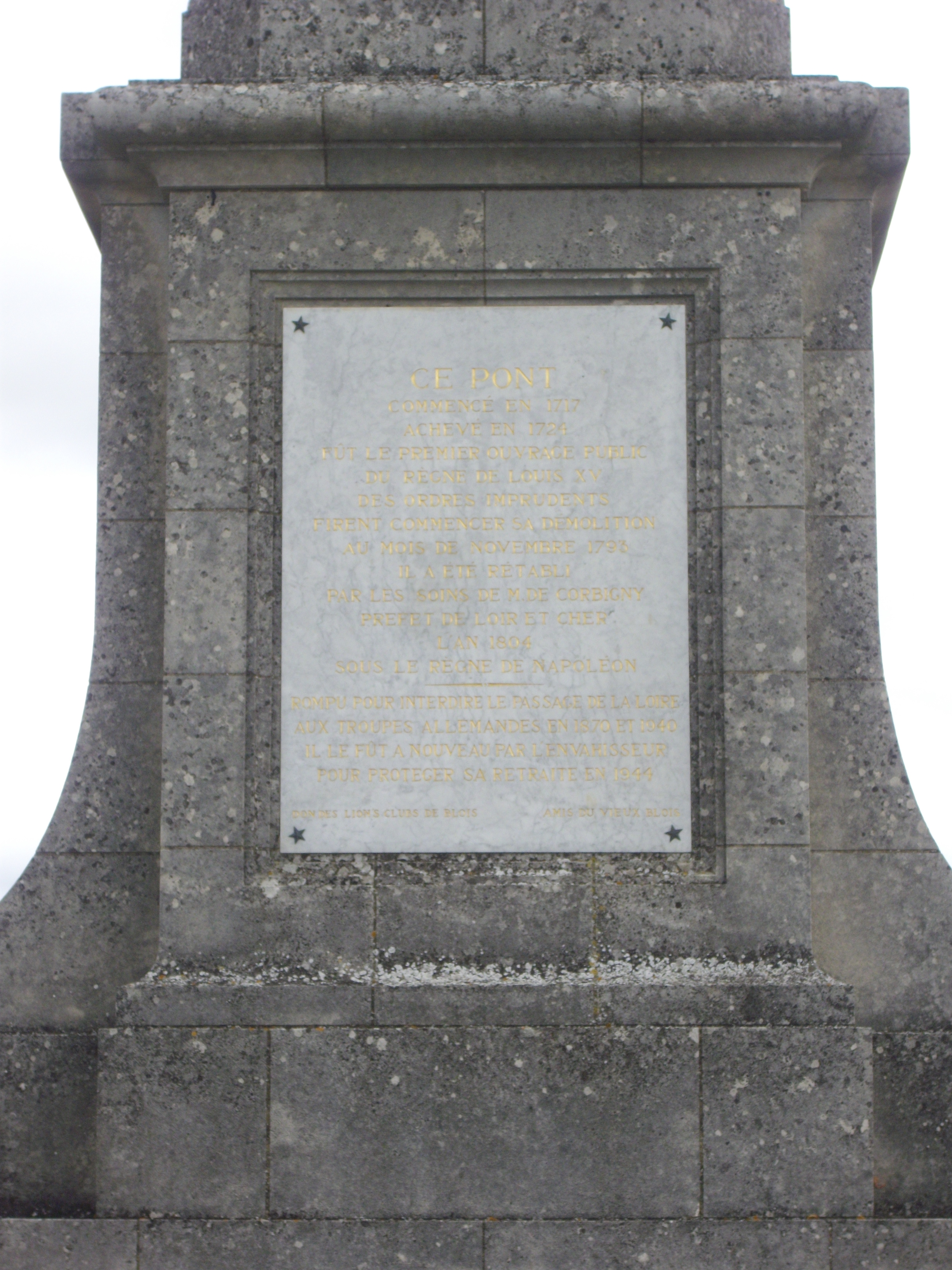
La plaque actuelle gravée sur l'obélisque du pont.

En 1988, l’association des amis du vieux Blois lance une souscription pour refaire une plaque sur le pont. Le 25 février 1989, la nouvelle plaque est inaugurée. Pour finir, en 2006, l’association des amis du vieux Blois redonne son éclat à la plaque par une peinture à l’or fin. Y est dorénavant inscrit :
« Ce pont commencé en 1717, achevé en 1724, fût le premier ouvrage public du règne de Louis XV. Des ordres imprudents firent commencer sa démolition au mois de novembre 1793. Il a été rétabli par les soins de M. de Corbigny, préfet de Loir-et-Cher, l’an 1804, le premier du règne de Napoléon. Rompu pour interdire le passage de la Loire aux troupes allemandes en 1870 et 1940, il le fût de nouveau par l’envahisseur pour protéger sa retraite en 1944. »
Depuis 2016, le pont est de nouveau muni de deux trottoirs piétons, contre un auparavant, au détriment d’une voie de circulation automobile (dorénavant deux contre trois auparavant).

### Le pont face aux crues

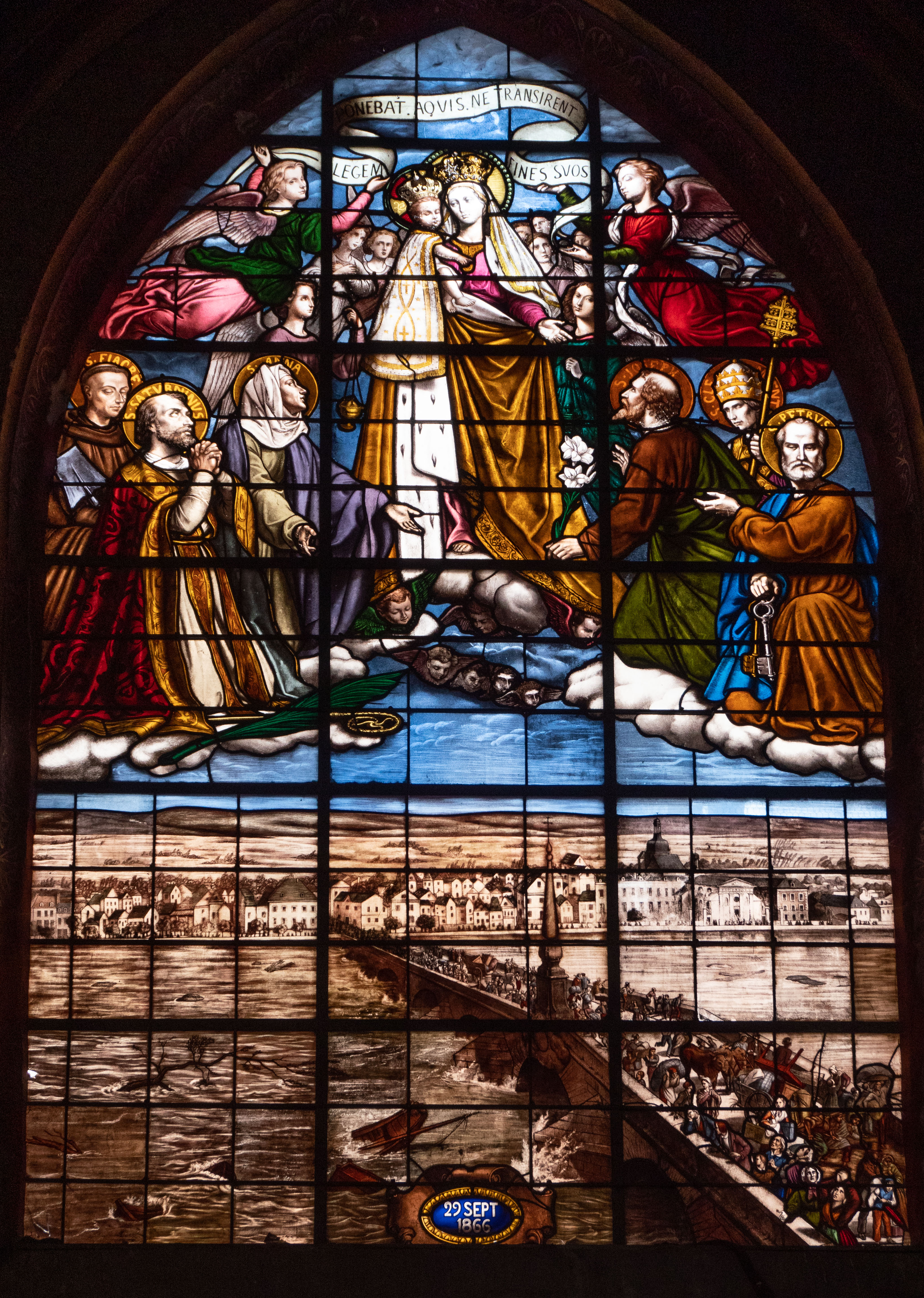
Le pont comme ultime indicateur de dangerosité des crues, tel que représenté sur un vitrail de l'église Saint-Saturnin.

Grâce à sa structure à dos-d'âne et ses piliers, le pont a pu surmonter l'ensemble des crues survenues depuis sa construction, en 1724. Depuis l'hiver de 1788–1789, qui été au moins aussi rude que celui de 1715–1716 (dont la débâcle a provoqué l'effondrement de l'ancien pont), le pont central de la ville a confirmé ses preuves lors des pires crues depuis cette époque. En effet, la Loire a gravement menacé Blois et Vienne en 1846, en 1856 et en 1866 et, bien que plusieurs levées aient été emportées, le pont Jacques-Gabriel s'est révélé être un puissant allié en des Blésois en cas d'inondations.

## Architecture
Au Moyen Âge, le premier pont aurait pu être construit en bois. Il a en fait été construit en pierre de taille dure et en moellons assemblés par un mortier de chaux et sable, avec des piles de maçonnerie plantées dans le lit du fleuve, sans doute reliées par une passerelle de charpente. Le pont, d’une longueur d’environ 320 m, atteignait 8 m de large, non compris les parapets, et possédait 22 arches, dont la largeur moyenne variait de 10 à 12 m.
De par son architecture, le pont Jacques-Gabriel se distingue de n'importe quel autre, au moins sur le cours de la Loire. Son allure à dos d'âne, avec des pentes de 4% du milieu vers chaque rive,, est accentuée par un obélisque (aussi appelé pyramide) en son centre, lui-même surmonté d'une croix et d'une girouette.
Historiquement, il s'agit également du premier pont sur la Loire construit sans aucune habitation.
Plus techniquement, le pont actuel comprend 11 arches, mesure 283 m de long et est surmonté d’une pyramide haute de 14,60 m. Depuis sa construction, plusieurs arches ont été détruites durant les différents conflits de cours de l’Histoire : en 1793 pour s’opposer au franchissement par les Chouans, en 1870 pour retarder l’invasion prussienne, en juin 1940 pour retarder l’armée allemande et le 16 août 1944 cette fois-ci par l’armée allemande en déroute qui fit sauter les trois arches centrales. Actuellement, subsistent trois arches d’origine.
Quant aux matériaux, le pont est principalement constitué de tuffeau issu d'anciennes carrières de la Chaussée-Saint-Victor.

## Au cinéma
Le pont Jacques-Gabriel a servi de lieu de tournage et apparaît notamment dans la série The Serpent Queen de Justin Haythe (dernier épisode de la deuxième saison, 2024),.

## Galerie d'images

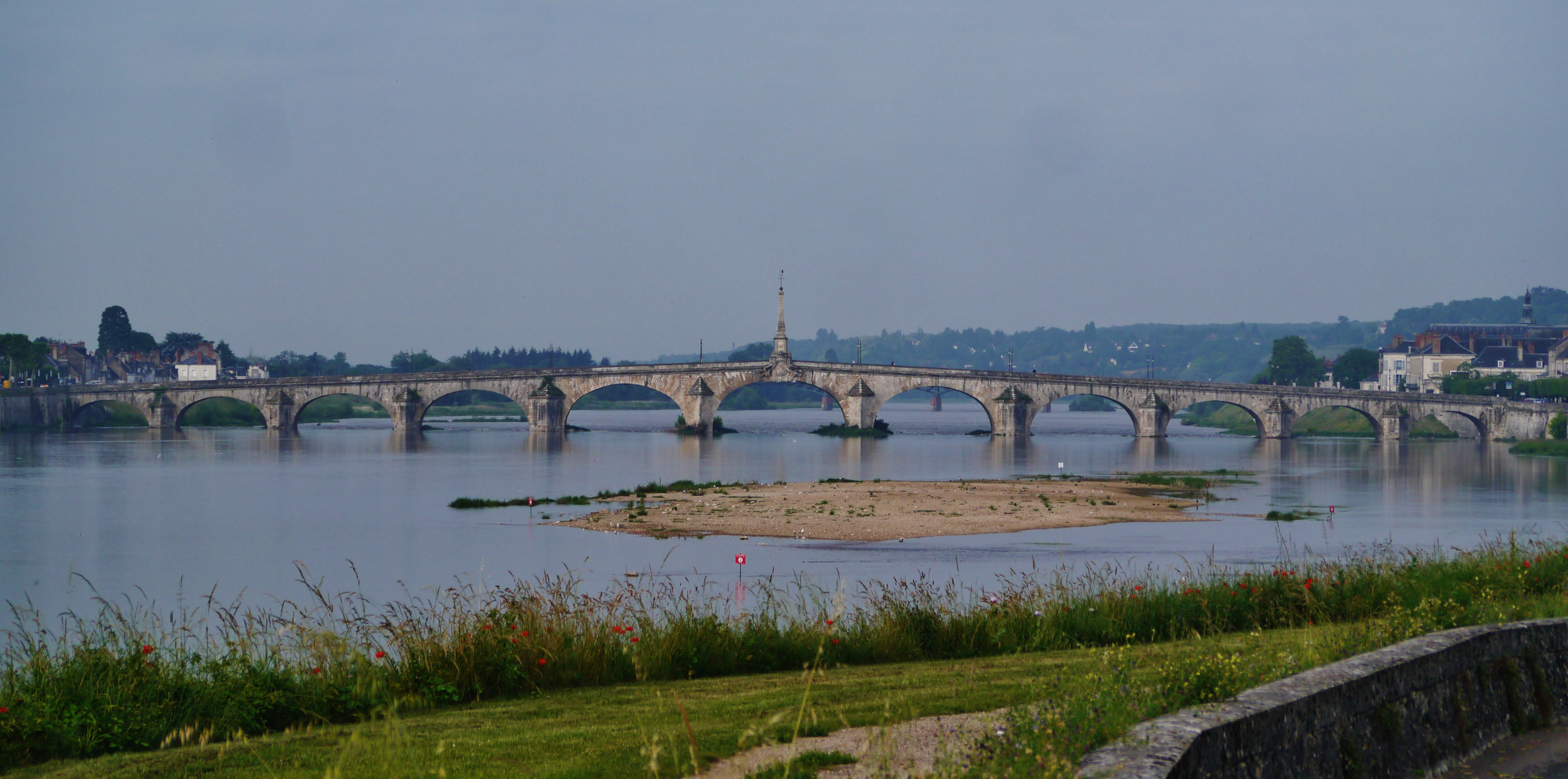
Le pont vu de face, depuis le quai des Tuileries (rive droite).
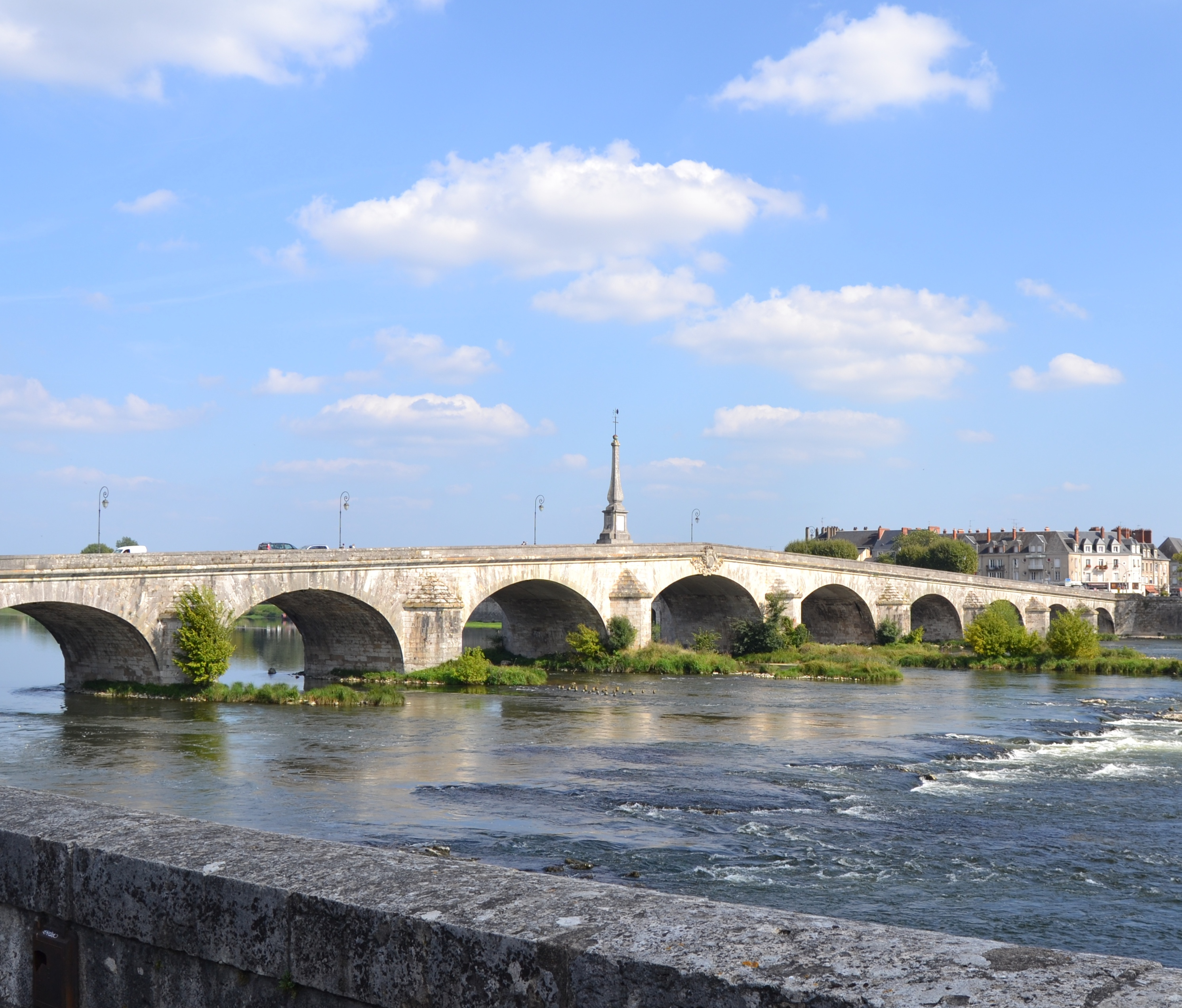
Le pont vu depuis le centre-ville de Blois (rive droite).
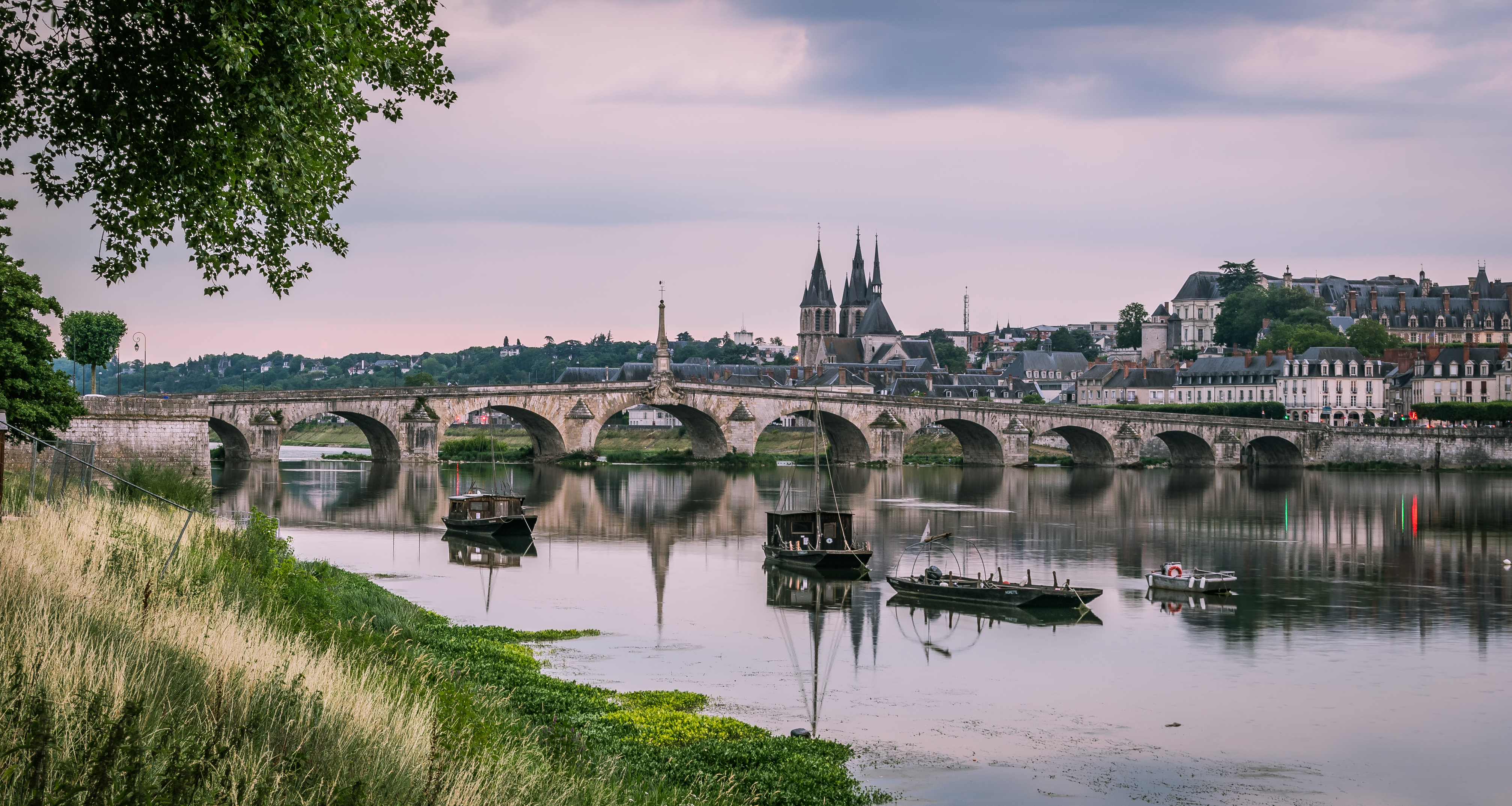
Le pont vu depuis le port de la Creusille (rive gauche)
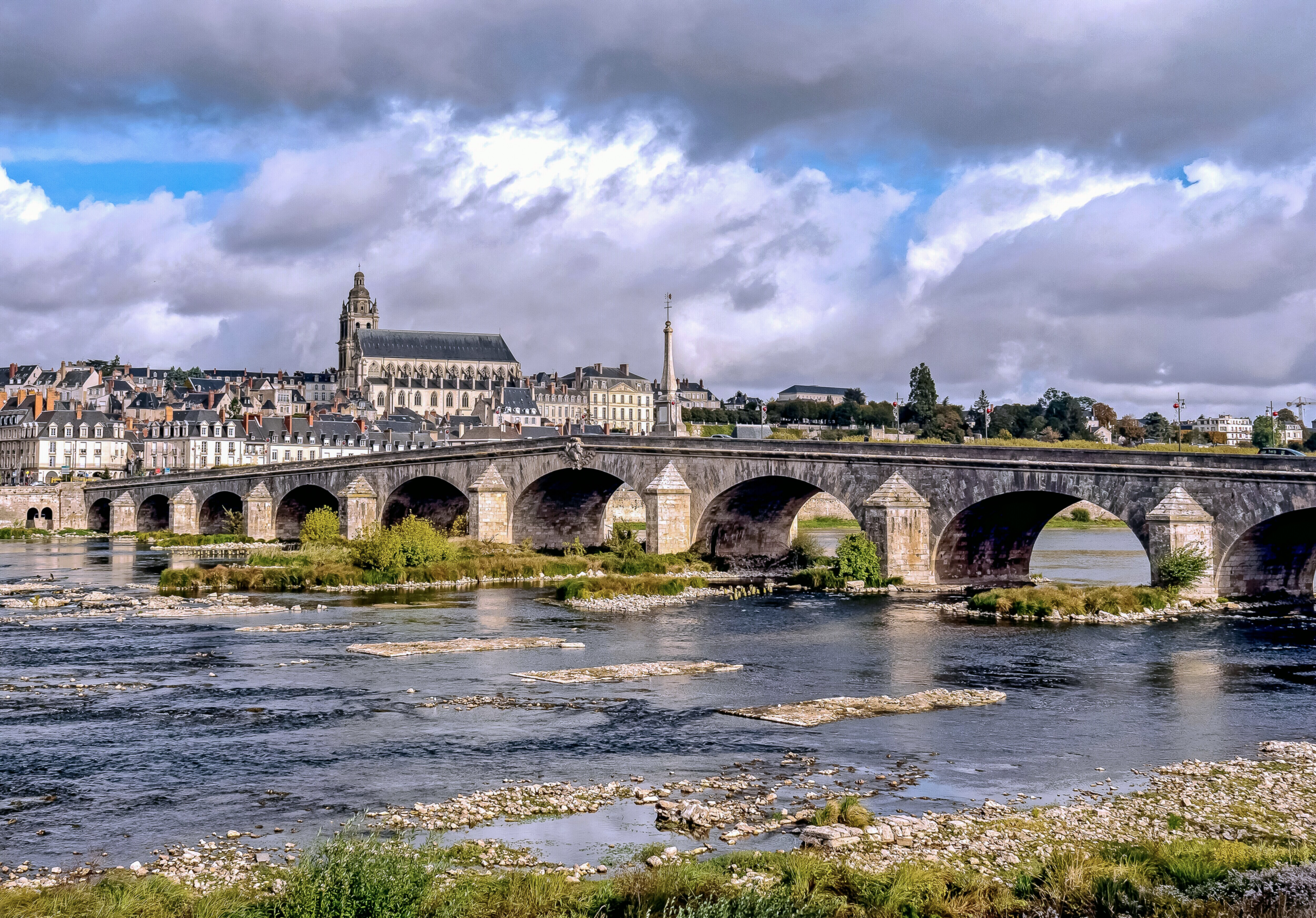
Vue sur le pont et la cathédrale depuis le quartier Vienne (rive gauche).
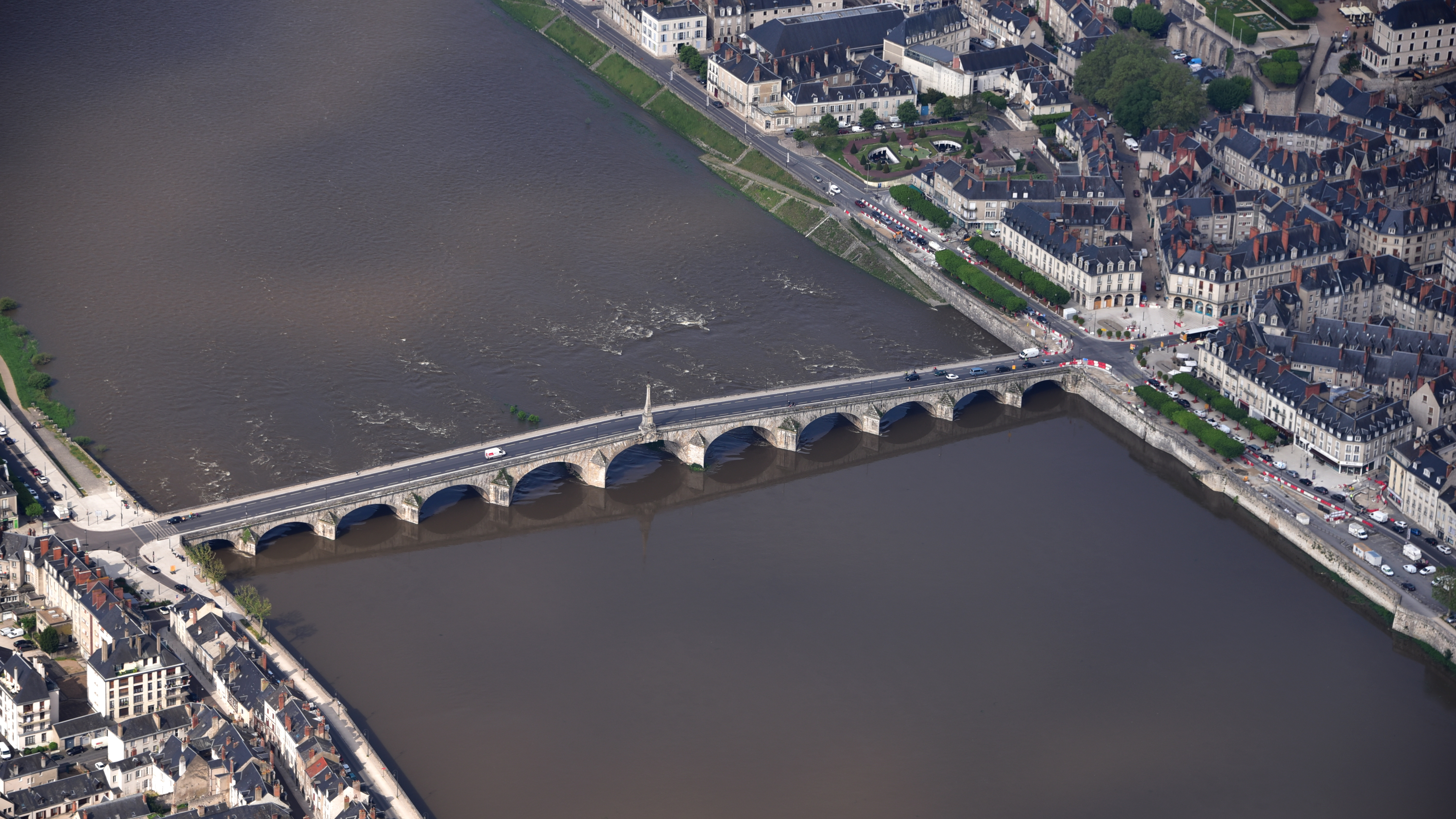
Vue aérienne.
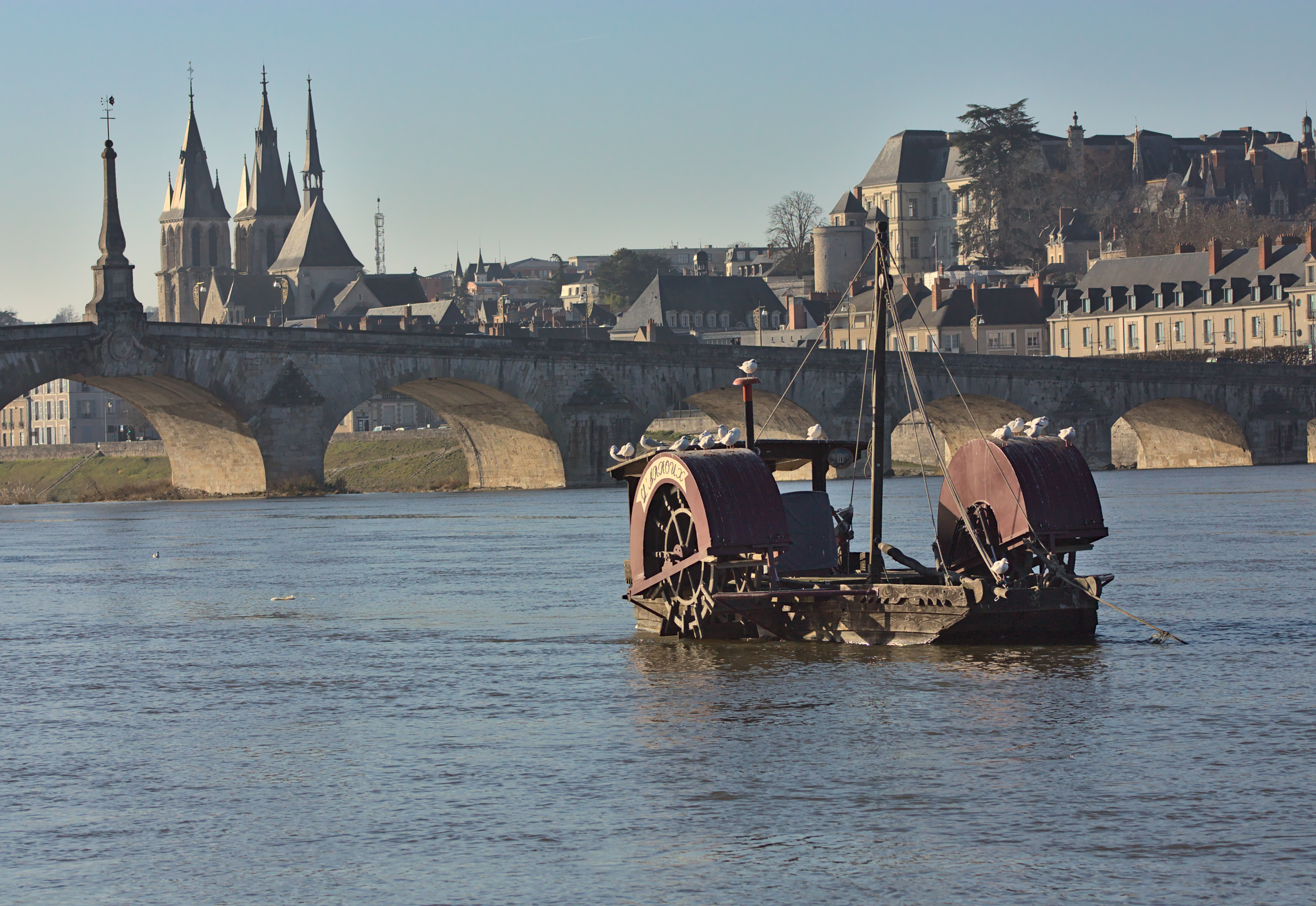
L'obélisque du pont tel qu'aligné avec les flèches de l'église Saint-Nicolas, et les arches avec les aubes d'une toue cabanée.
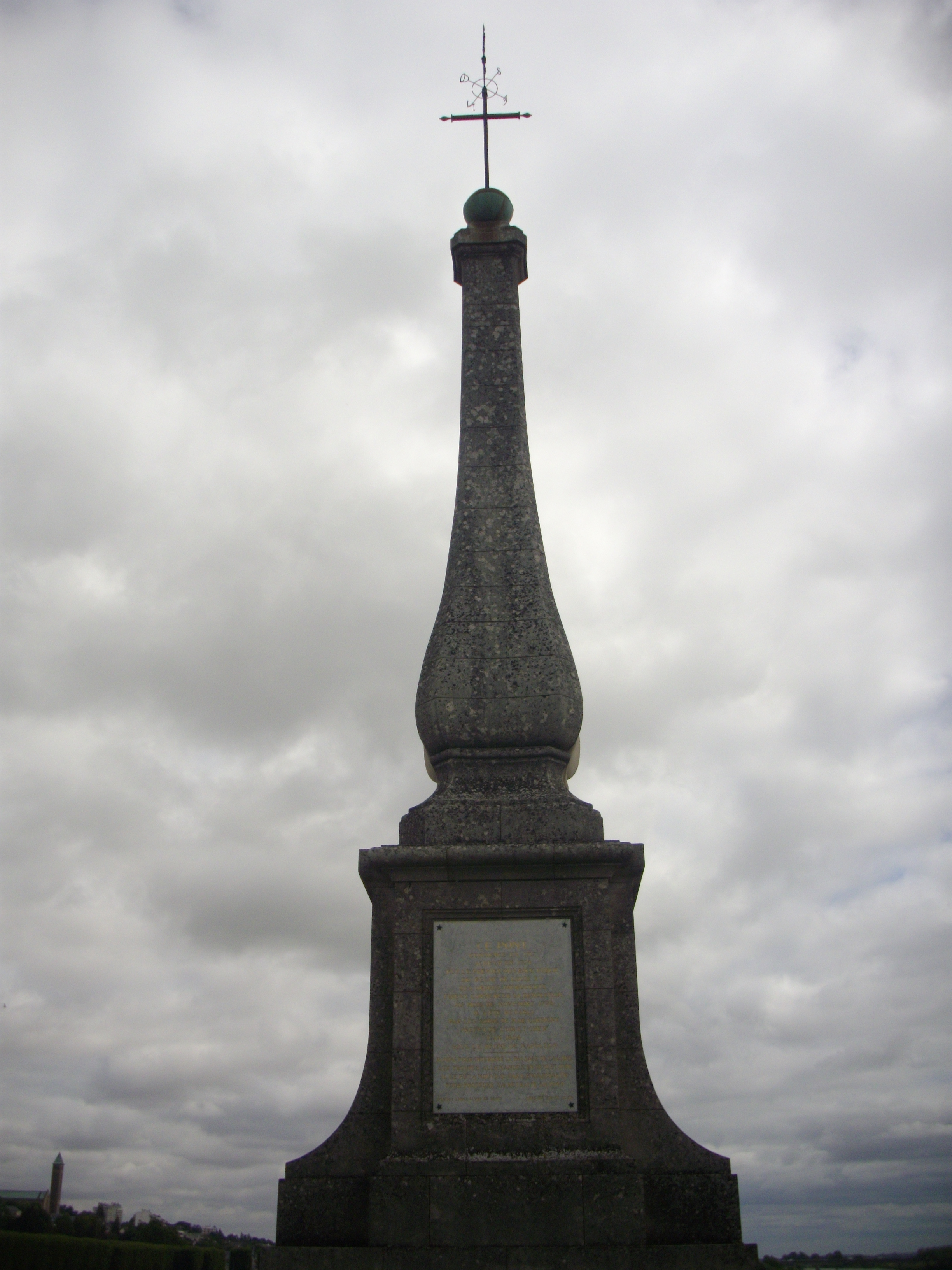
L'obélisque au milieu du pont.
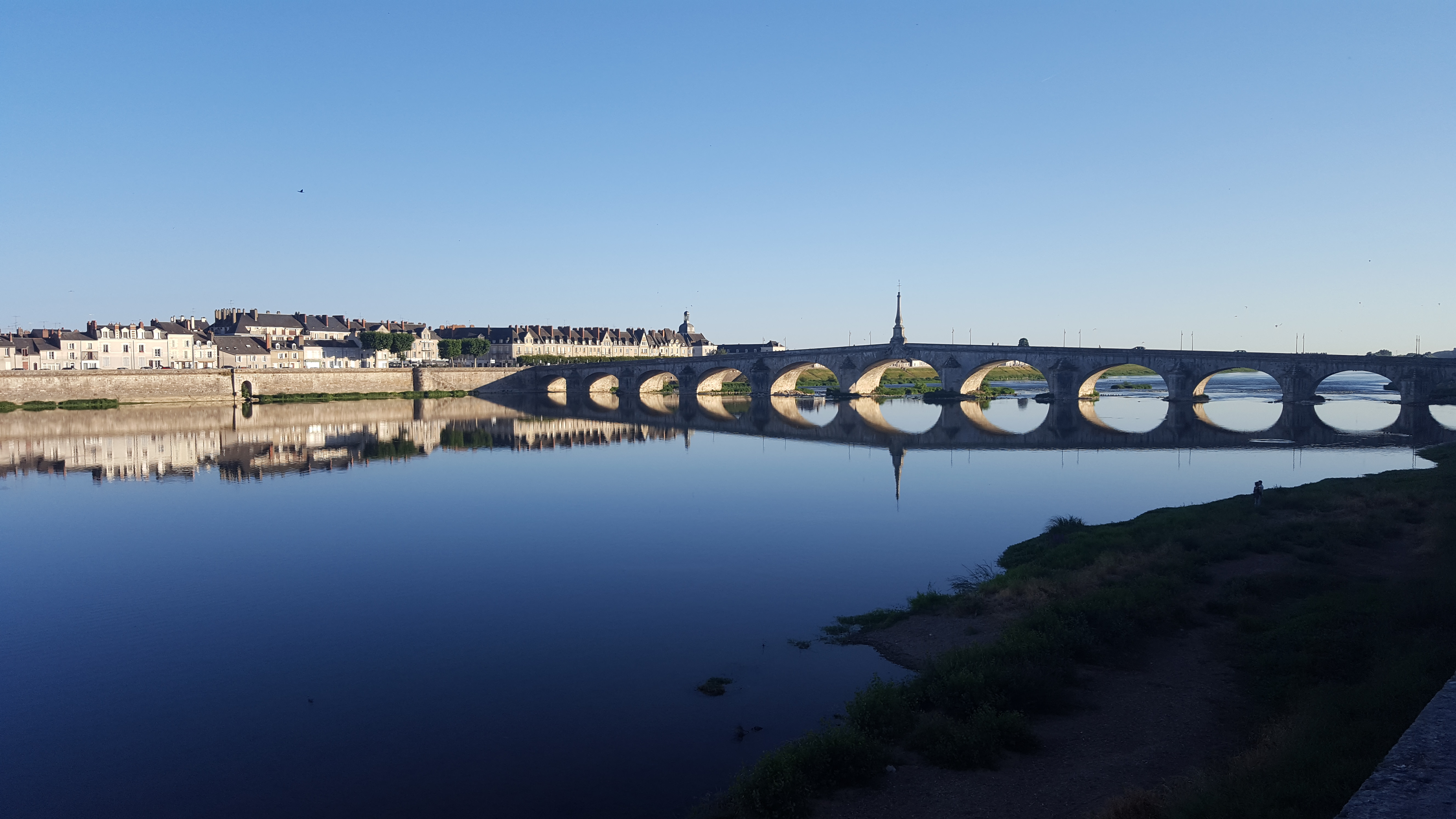
Le pont vu depuis la promenade Pierre Mendès France.
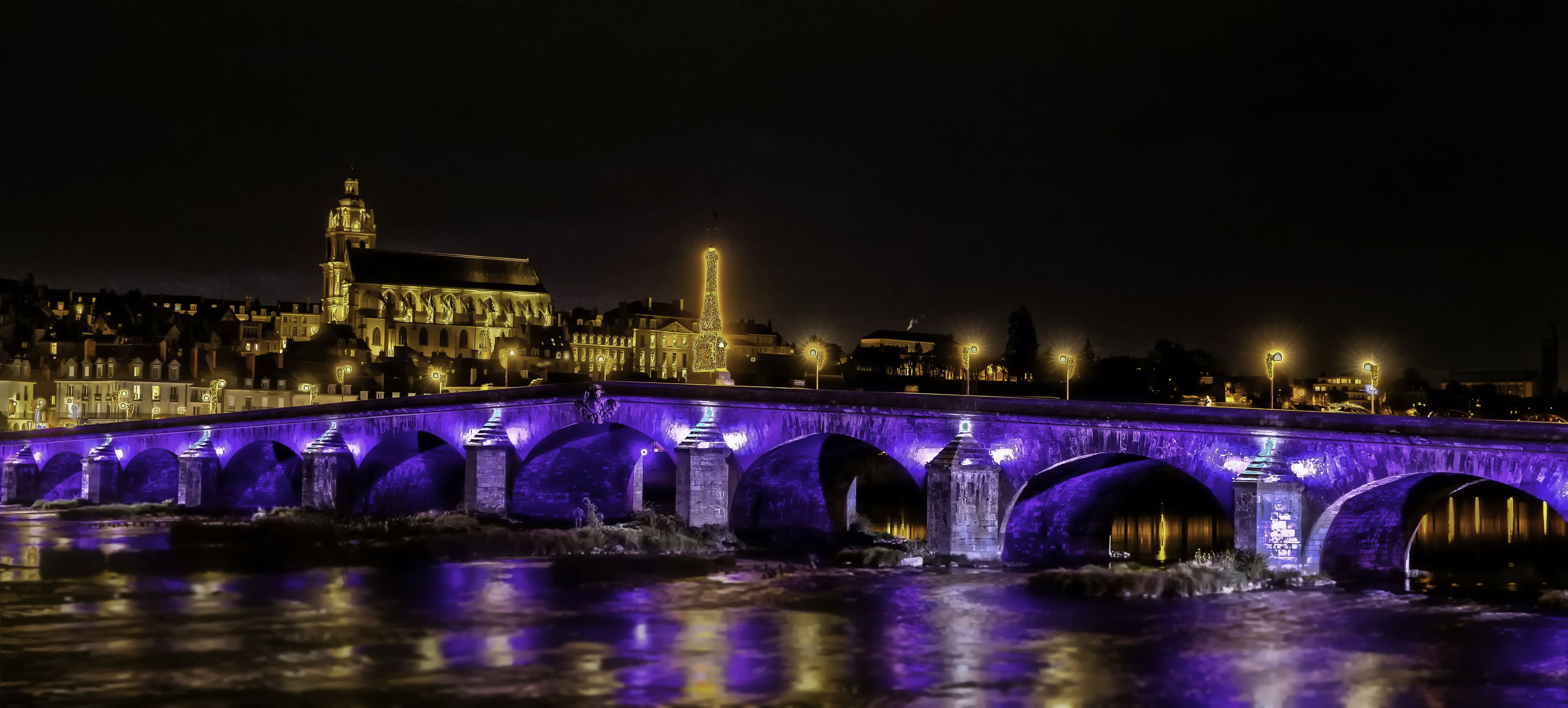
Le pont décoré à l'occasion des fêtes de fin d'année.